# (24455) Kanuchova
(24455) Kanuchova es un asteroide perteneciente al cinturón de asteroides, descubierto el 21 de agosto de 2000 por el equipo del Lowell Observatory Near-Earth-Object Search desde la Estación Anderson Mesa (condado de Coconino, cerca de Flagstaff, Arizona, Estados Unidos).

## Designación y nombre
Designado provisionalmente como 2000 QF222. Fue nombrado  por Zuzana Kaňuchová (n. 1979) quien es investigadora del Instituto Astronómico de la Academia Eslovaca de Ciencias. Ha estudiado los procesos de meteorización espacial en superficies planetarias y la relación entre las corrientes de meteoroides y los cometas.

## Características orbitales
Kanuchova está situado a una distancia media del Sol de 3,054 ua, pudiendo alejarse hasta 3,189 ua y acercarse hasta 2,918 ua. Su excentricidad es 0,044 y la inclinación orbital 11,732 grados. Emplea 1948,94 días en completar una órbita alrededor del Sol.
Los próximos acercamientos a la órbita de Júpiter ocurrirán el 30 de octubre de 2070, el 1 de diciembre de 2128 y el 2 de julio de 2177.

## Características físicas
La magnitud absoluta de Kanuchova es 13,03. Tiene 9,418 km de diámetro y su albedo se estima en 0,151.